# Benue (flod)

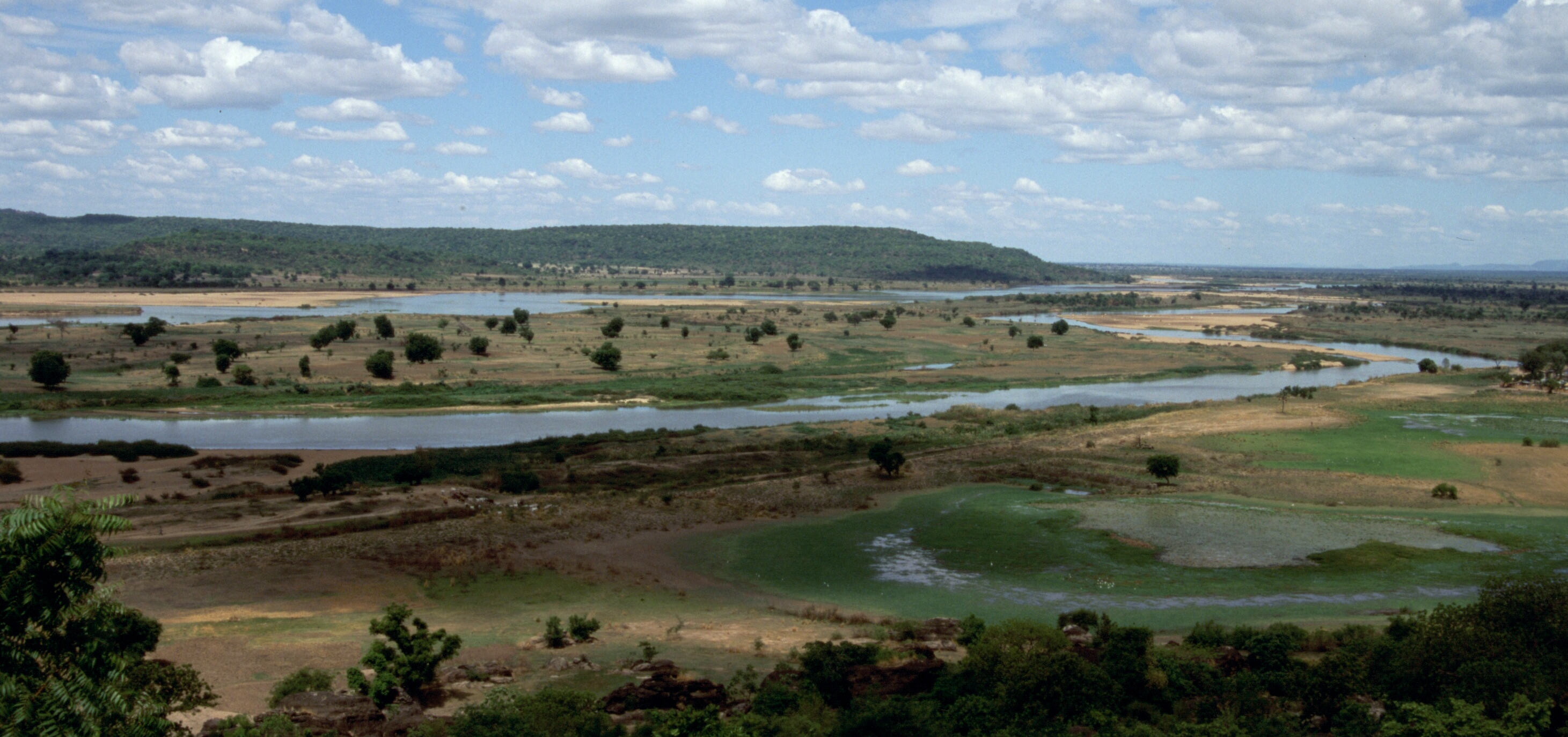
Benue sedd från Jimeta.

Benue (franska: Bénoué) är en flod i Västafrika och Nigerflodens största biflod från öst. Den kommer från Adamawaplatån på Kameruns högland och mynnar ut i floden Niger vid staden Lokoja i centrala Nigeria. Floden är cirka 1 400 km lång, och segelbar cirka 800 km till Garoua i Kamerun. Den är en av de allra viktigaste vattenvägarna i Västafrika.

De första ca 240 km av floden har ett snabbt flöde då Benue rinner ner för många fall och strömma delar. Efter det planar floden ut och blir snart farbar, ungefär i höjd med att floden Mayo Kébi ansluter från höger. Året om kan fartyg med ett djup om 75 cm färdas på floden, större fartyg kan färdas vid högt vattenstånd.

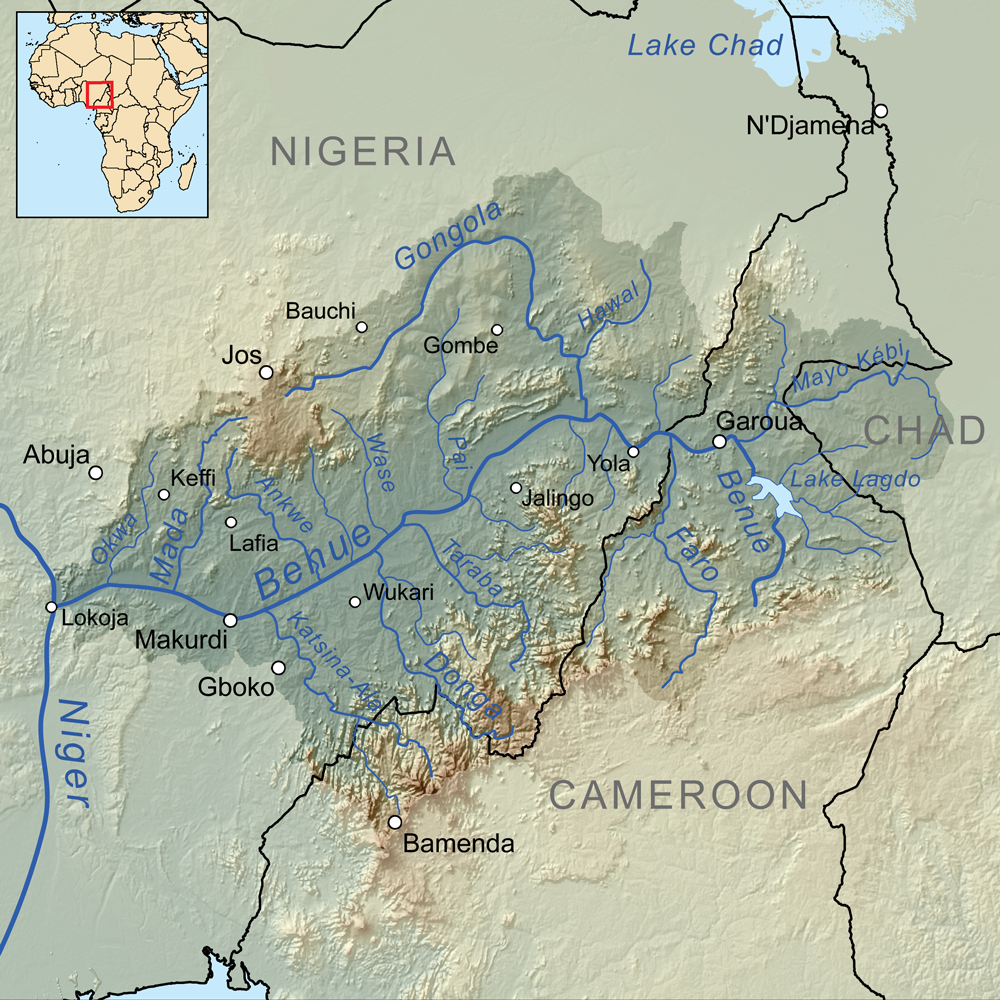
Karta över Benues avrinningsområde.

Floden är en viktig källa till fisk för befolkningen i området. Det finns bland annat tilapiafiskar, malfiskar, karpfiskar och lungfiskar i floden. Vid några tillfällen har man skådat sjökor i vattendraget.

## Översvämningar
Vattenståndet i Benue varierar kraftigt under olika delar av året och även från år till år. Nästan årligen orsakar floden översvämningar i Nigeria, ända från gränsen mot Kamerun och ner till deltat längre söderut. Översvämningarna beror delvis på den häftiga regnperioden. Nederbörden kan växla stort från år till år. En annan anledning är den vattenkraft som finns i älven och närliggande vattendrag. Benue är utbyggd med en damm i Lagdodammen i Kamerun. Nigerfloden är också den utbyggd med vattenkraft, vilket påverkar vattenståndet.
Översvämningarna har drabbat människorna i området hårt, särskilt i delstaterna Benue och Kogi. 2018 inträffade en särskilt allvarlig översvämning där minst 200 människor bragdes om livet.